# Asmodeus
Asmodeus sau Asmodeu este unul din cei șapte prinți ai Iadului împreună cu: Lucifer - trufia, Mamona - lăcomia de bani, Satana - furia (sau răzbunarea), Beelzebut (numit de asemenea Baal) - invidia, Abaddon - lenea, Belfegor - îmbuibarea. El este asociat cu desfrâul.  

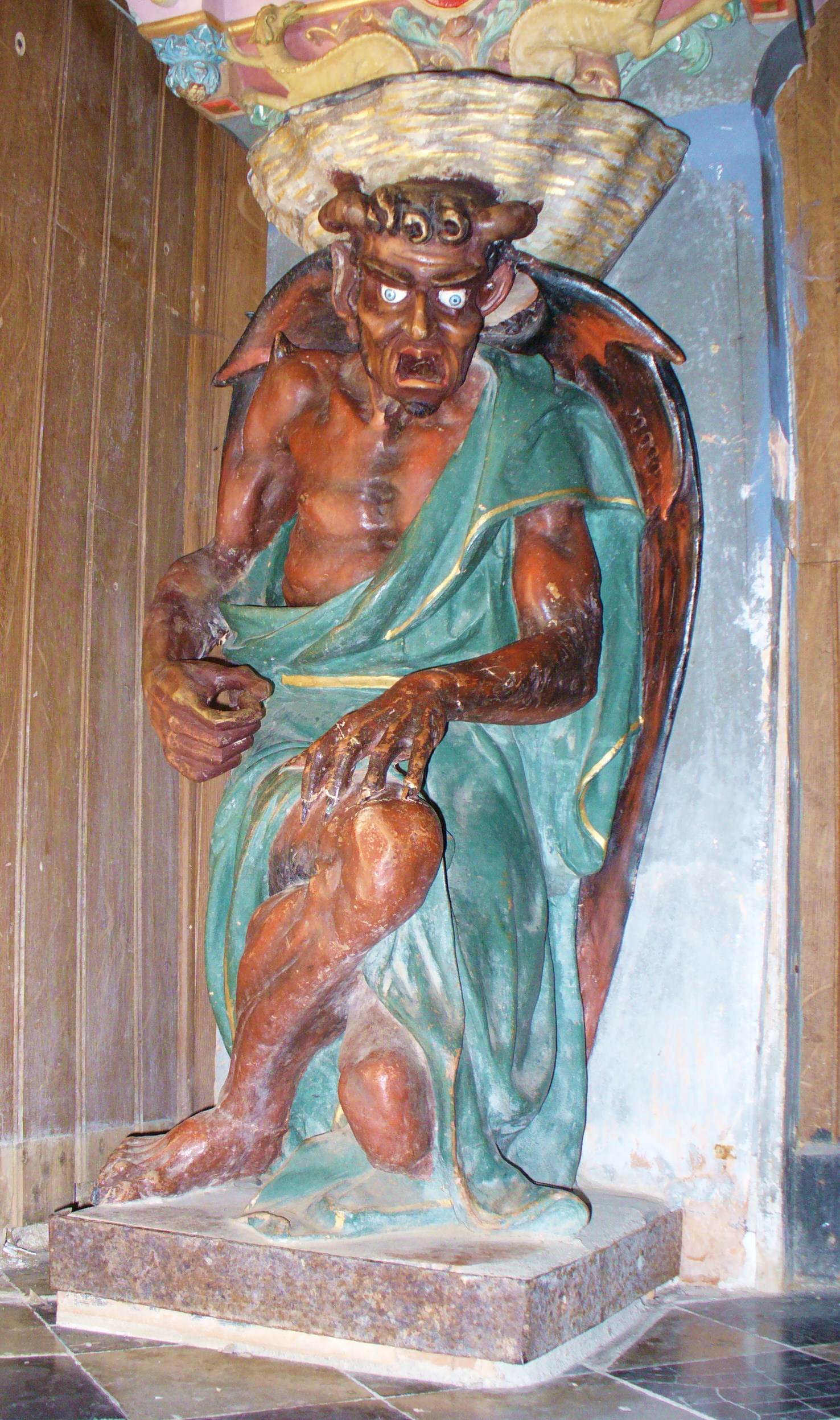
Aghiasmatar ce l-ar reprezenta pe Asmodeu la intrarea bisericii din Rennes-le-Château.